# Nadja Pasternack
Nadja Pasternack (née le 4 juillet 1996) est une pilote de bobsleigh suisse. Elle a participé aux jeux olympiques de Pékin 2022, et obtenu la médaille de bronze aux Championnats du monde juniors 2021.

## Palmarès
| Cmpetitin                     | Annee | Lieu         | Espreuve   | Classement |                 |      |       |            |    |
| ----------------------------- | ----- | ------------ | ---------- | ---------- | --------------- | ---- | ----- | ---------- | -- |
| Cmpetitin                     | Annee | Lieu         | Espreuve   | Classement | Jeux olympiques | 2022 | Pékin | bob à deux | 6e |
| Championnats du monde         | 2020  | Altenberg    | bob à deux | 7e         |                 |      |       |            |    |
| Championnats du monde         | 2021  | Altenberg    | bob à deux | 10e        |                 |      |       |            |    |
| Championnats d'Europe         | 2020  | Sigulda      | bob à deux | 8e         |                 |      |       |            |    |
| Championnats d'Europe         | 2021  | Winterberg   | bob à deux | 10e        |                 |      |       |            |    |
| Championnats d'Europe         | 2022  | Saint-Moritz | bob à deux | 10e        |                 |      |       |            |    |
| Championnats d'Europe         | 2023  | Altenberg    | bob à deux | 2e         |                 |      |       |            |    |
| Championnats du monde juniors | 2021  | Saint-Moritz | bob à deux | 3e         |                 |      |       |            |    |

### Coupe du monde
- 3 podiums : 
  - en bob à 2 : 1 deuxième place et 2 troisièmes places.